# پولویامکی
پولویامکی (به لاتین: Poluyamki) یک منطقهٔ مسکونی در روسیه است که در سرزمین آلتای واقع شده‌است.